# Wohngebiet Heinrichsplatz

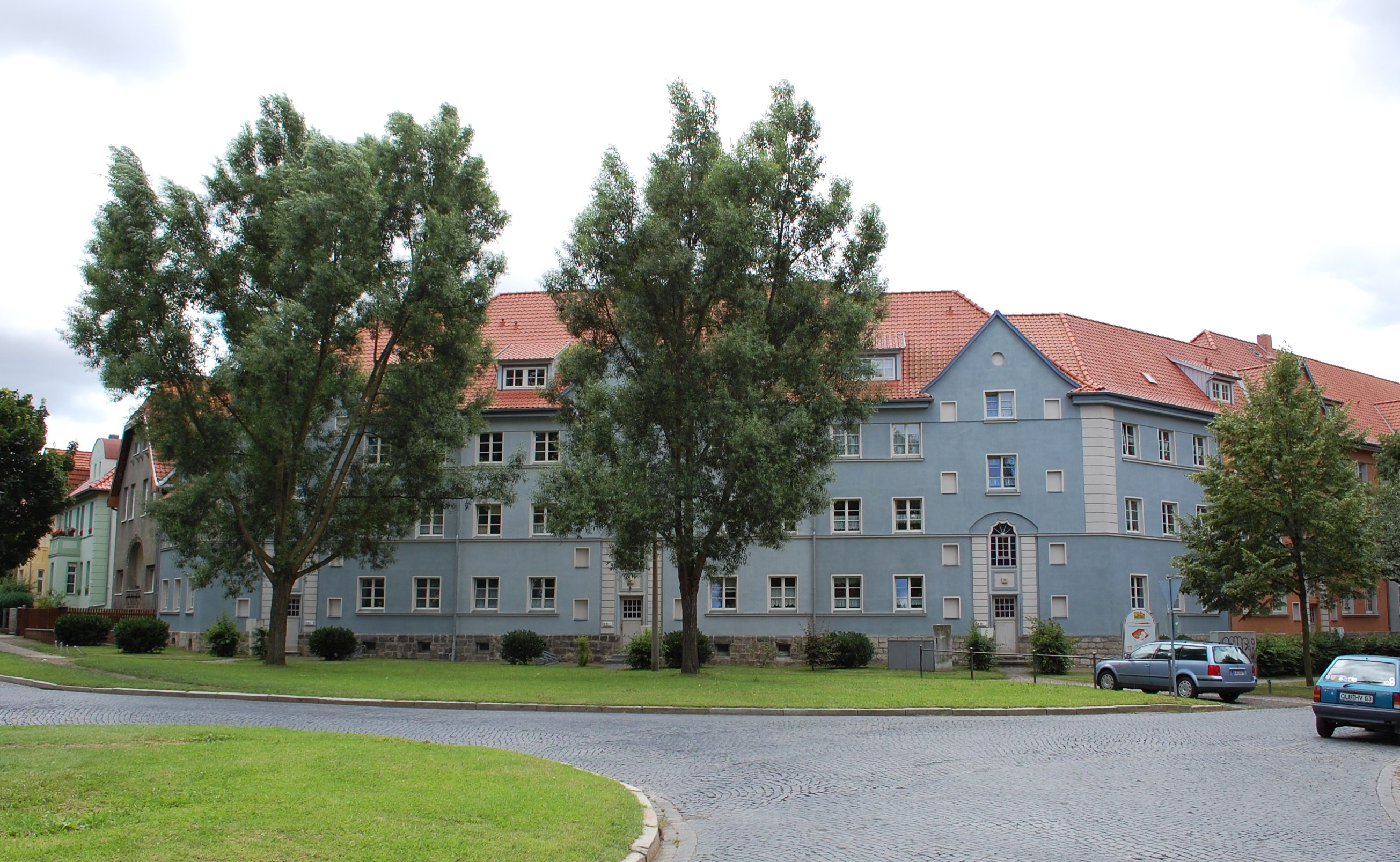
Wohngebiet Heinrichsplatz

Das Wohngebiet Heinrichsplatz ist ein denkmalgeschütztes Wohngebiet in der Stadt Quedlinburg in Sachsen-Anhalt. 

## Lage
Das Wohngebiet liegt südlich der historischen Altstadt Quedlinburgs im Stadtteil Süderstadt. Im Quedlinburger Denkmalverzeichnis eingetragen sind die Gebäude Albert-Schweitzer-Straße 23–28, Fröbelweg 1, 2, Heinrichstraße 15, 16, 23–28, Seminarstraße 1–6 und Theophanostraße 1. Nordöstlich der Anlage befindet sich der Heinrichsplatz.

## Architektur und Geschichte
Die Siedlung entstand nach dem Ersten Weltkrieg in der Zeit um 1925. Nur drei Häuser in diesem Bereich sind älteren Datums. Das Wohngebiet wurde vom Stadtbaurat Paul Lammer entworfen und sollte in der wirtschaftlich schwierigen Nachkriegszeit für sozialbedürftige Familien Wohnraum schaffen.
Die zwei- oder dreigeschossigen verputzten Gebäude ziehen sich als Blockrandbebauung entlang der Straßenzüge. Die Häuser weisen Elemente wie Erker, Zwerchhäuser und Risalite auf. Darüber hinaus finden sich für die Bauzeit typische Verzierungen im Stil des Expressionismus.